# Copa de la Liga 1986
Die Copa de la Liga 1986 war die vierte und letzte Austragung des spanischen Fußballligapokals Copa de la Liga. Der Wettbewerb begann am 1. Mai und endete am 14. Juni 1986. Teilnehmer waren neben den 18 Erstligisten der Saison 1985/86 auch die Vorjahressieger der unterklassigen Austragungen der Copa de la Liga: Real Oviedo aus der Segunda División, Sestao SC und Albacete Balompié aus der Segunda División B sowie UB Conquense aus der viertklassigen Tercera División. Den Titel gewann zum zweiten Mal der FC Barcelona. Damit qualifizierte sich der Verein aus Katalonien für den UEFA-Pokal 1986/87 und wurde Rekordsieger des Ligapokals.
Da im gleichen Zeitraum die Finalspiele der Europapokalwettbewerbe und die Weltmeisterschaft 1986 in Mexiko ausgetragen wurden, war das Interesse an den Ligapokalspielen gering. Daraufhin entschied man, den Wettbewerb nach vier Jahren wieder abzuschaffen.

## Erste Runde
Die Hinspiele wurden am 1. Mai, die Rückspiele am 4. und 8. Mai 1986 ausgetragen.
|                 | Gesamt        |                    | Hinspiel | Rückspiel |
| --------------- | ------------- | ------------------ | -------- | --------- |
| Real Oviedo     | 3:3 (?:? i.E) | Racing Santander   | 3:0      | 0:3 n. V. |
| UB Conquense    | 3:5           | FC Valencia        | 2:2      | 1:3       |
| Real Valladolid | 8:5           | Albacete Balompié  | 5:1      | 3:4       |
| Sestao SC       | 3:2           | UD Las Palmas      | 2:0      | 1:2       |
| Celta Vigo      | 3:4           | Espanyol Barcelona | 3:2      | 0:2       |
| CA Osasuna      | 4:5           | Betis Sevilla      | 2:2      | 2:3       |
| FC Cádiz        | 0:1           | Sporting Gijón     | 0:1      | 0:0       |
| Real Saragossa  | 4:1           | Hércules Alicante  | 2:1      | 2:0       |
| Real Sociedad   | 4:3           | Athletic Bilbao    | 2:1      | 2:2       |

- Real Madrid, Atlético Madrid und der FC Barcelona erhielten ein Freilos, da die besagten Mannschaften zeitgleich die Finalspiele um den UEFA-Pokal 1985/86, den Europapokal der Pokalsieger 1985/86 und den Europapokal der Landesmeister 1985/86 bestritten. Da letzteres Finale im Stadion des FC Sevilla ausgetragen wurde, erhielt auch dieser Verein ein Freilos.

## Zweite Runde
Die Hinspiele wurden am 11. und 14. Mai, die Rückspiele am 18. und 21. Mai 1986 ausgetragen.
|                 | Gesamt |                    | Hinspiel | Rückspiel |
| --------------- | ------ | ------------------ | -------- | --------- |
| Real Oviedo     | 2:5    | Real Sociedad      | 2:1      | 0:4       |
| FC Valencia     | 6:3    | Espanyol Barcelona | 5:2      | 1:1       |
| FC Sevilla      | 0:1    | Sestao SC          | 0:0      | 0:1       |
| Atlético Madrid | 3:4    | Real Valladolid    | 3:3      | 0:1       |
| FC Barcelona    | 6:2    | Real Madrid        | 2:2      | 4:0       |

- Betis Sevilla, Real Saragossa und Sporting Gijón erhielten ein Freilos.

## Viertelfinale
Die Hinspiele wurden am 11. und 25. Mai, die Rückspiele am 29. Mai 1986 ausgetragen.
|               | Gesamt |                 | Hinspiel | Rückspiel |
| ------------- | ------ | --------------- | -------- | --------- |
| Real Sociedad | 2:3    | Real Saragossa  | 1:0      | 1:3       |
| FC Valencia   | 2:4    | Betis Sevilla   | 1:2      | 1:2       |
| Sestao SC     | 3:4    | Atlético Madrid | 3:2      | 0:2       |
| FC Barcelona  | 3:2    | Sporting Gijón  | 1:0      | 2:2 n. V. |

## Halbfinale
Die Hinspiele wurden am 5. Juni, die Rückspiele am 8. Juni 1986 ausgetragen.
|                 | Gesamt |               | Hinspiel | Rückspiel |
| --------------- | ------ | ------------- | -------- | --------- |
| Real Saragossa  | 1:4    | Betis Sevilla | 1:2      | 0:2       |
| Atlético Madrid | 1:2    | FC Barcelona  | 0:1      | 1:1       |

## Finale

### Hinspiel
| Betis Sevilla                                        | Betis Sevilla | FC Barcelona | FC Barcelona |
| ---------------------------------------------------- | --- | --- | ------------ |
| Betis Sevilla                                        | \| 11. Juni 1986 in Sevilla (Estadio Benito Villamarín) \| \| Ergebnis: 1:0 (1:0) \| \| Zuschauer: 33.000 \| \| Schiedsrichter: Joaquín Ramos Marcos \|                                                                    | \| 11. Juni 1986 in Sevilla (Estadio Benito Villamarín) \| \| Ergebnis: 1:0 (1:0) \| \| Zuschauer: 33.000 \| \| Schiedsrichter: Joaquín Ramos Marcos \|                                                                        | FC Barcelona |
| Betis Sevilla                                        | Manuel Cervantes – Diego, Faruk Hadžibegić, Álex, Quico – Antolín Ortega , Joaquín Parra, José Ramón Romo (80. José Carlos Suárez), Gabino – Perico Medina, Gabriel Calderón (46. Antonio Reyes) Cheftrainer: Luis del Sol | Amador – Gerardo (65. Jordi Capella), Esteban Fradera, Salva, Manolo – Ángel Pedraza, José Moratalla, Tente Sánchez (30. Francisco López López), Nayim, Josep Villarroya – Esteban Vigo Cheftrainer: Terry Venables ( England) | FC Barcelona |
| Betis Sevilla                                        | 1:0 Gabriel Calderón (17.) | | FC Barcelona |
| Betis Sevilla                                        | Álex, Antolín Ortega, Antonio Reyes | | FC Barcelona |
| 11. Juni 1986 in Sevilla (Estadio Benito Villamarín) | | |              |
| Ergebnis: 1:0 (1:0)                                  | | |              |
| Zuschauer: 33.000                                    | | |              |
| Schiedsrichter: Joaquín Ramos Marcos                 | | |              |

### Rückspiel
| FC Barcelona                               | FC Barcelona | Betis Sevilla | Betis Sevilla |
| ------------------------------------------ | --- | --- | ------------- |
| FC Barcelona                               | \| 14. Juni 1986 in Barcelona (Camp Nou) \| \| Ergebnis: 2:0 (2:0) \| \| Zuschauer: 20.000 \| \| Schiedsrichter: Ildefonso Urízar Azpitarte \| | \| 14. Juni 1986 in Barcelona (Camp Nou) \| \| Ergebnis: 2:0 (2:0) \| \| Zuschauer: 20.000 \| \| Schiedsrichter: Ildefonso Urízar Azpitarte \|                                                        | Betis Sevilla |
| FC Barcelona                               | Amador – José Ramón Alexanko, Esteban Fradera, Salva, Manolo – Ángel Pedraza, José Moratalla, Tente Sánchez , Nayim (80. Josep Villarroya) – Raúl Vicente Amarilla, Esteban Vigo (77. Francisco López López) Cheftrainer: Terry Venables ( England) | Manuel Cervantes – Diego, Faruk Hadžibegić, Álex, Quico – Antolín Ortega (68. José Carlos Suárez), Joaquín Parra, José Ramón Romo, Gabino – Perico Medina, Gabriel Calderón Cheftrainer: Luis del Sol | Betis Sevilla |
| FC Barcelona                               | 1:0 Raúl Vicente Amarilla (8.) 2:0 José Ramón Alexanko (40., Elfm.) | | Betis Sevilla |
| FC Barcelona                               | Nayim, José Vicente Sánchez | Gabriel Calderón, Antolín Ortega, Perico Medina, Quico | Betis Sevilla |
| FC Barcelona                               | Raúl Vicente Amarilla | Quico | Betis Sevilla |
| 14. Juni 1986 in Barcelona (Camp Nou)      | | |               |
| Ergebnis: 2:0 (2:0)                        | | |               |
| Zuschauer: 20.000                          | | |               |
| Schiedsrichter: Ildefonso Urízar Azpitarte | | |               |